# جیانگ کوان
جیانگ کوان (انگلیسی: Jeong Kwan؛ زادهٔ ۱۹۵۷) یک راهبه بودایی و سرآشپز اهل کره جنوبی است که در زمینه آشپزی سبک کره‌ای تخصص دارد. وی در معبد بگیانگسا در شهرستان جانگسئونگ زندگی می‌کند و در آنجا برای راهبه‌ها و همکاران و همچنین بازدیدکنندگان، گاه‌به‌گاه آشپزی می‌کند. جیانگ کوان رستوران‌دار نیست و آموزش آشپزی رسمی هم ندارد.
او در یک مزرعه بزرگ شد و در ۱۷ سالگی از خانه فرار کرد و دو سال به گروهی از راهبه‌های بودایی پیوست و در آنجا مصمم شد دارما را از طریق آشپزی گسترش دهد. دستورهای غذایی جیانگ کوان از بادمجان، گوجه فرنگی، آلو، پرتقال، کدو تنبل، توفو، ریحان، فلفل چیلی و سبزیجات دیگر بهره می‌برد که خودش آنها را پرورش می‌دهد. دستورهای غذایی جیانگ کوان علاوه بر اینکه کاملاً گیاهی هستند، اما سیر و پیاز را حذف می‌کنند، چرا که برخی بودایی‌ها معتقدند سیر و پیاز میل جنسی را افزایش می‌دهد.
شیوه‌های آشپزی او بر سرآشپزهای دیگری همچون مینگو کانگ (رستوران مینگز در سئول) و رنه ردزپی (رستوران نوما در کپنهاگ) تأثیرگذار بوده‌است. جیانگ کوان از دوستان اریک ریپر است (او هم بودایی است) که او را به نیویورک تا در یک جلسه خصوصی در رستوران برناردان برای حضار آشپزی کند. برنامهٔ شفز تیبل نتفلیکس در سال ۲۰۱۷ یکی از قسمت‌های خود را به او اختصاص داد.